# Jessica Zannoni
Jessica Zannoni (ur. 12 kwietnia 1984 w Borgo Maggiore) – sanmaryńska judoczka.
Czterokrotna medalistka igrzysk małych państw Europy. W 1999 zdobyła srebrny medal w wadze do 70 kg, w 2001 powtórzyła to osiągnięcie, w 2003 została srebrną medalistką w wadze do 78 kg, a w 2015 powtórzyła to osiągnięcie. W 2017 ponownie zdobyła srebrny medal w wadze do 78 kg.
W 2014 została brązową medalistką mistrzostw Włoch. W tym samym roku startowała w wyborach do rady Serravalle jako 9. na liście ugrupowania Voce Libera, ale nie została wybrana.